# 三浦三郎
三浦 三郎（みうら さぶろう、1893年3月26日 - 1974年10月17日）は、日本陸軍の軍人。最終階級は陸軍中将。関東憲兵隊司令官。

## 経歴
東京府出身。山口県吉敷郡仁保村（現山口市）の旧長州藩士・三浦精一（周防三浦氏）の三男として生まれた。東京府立第一中学校、陸軍中央幼年学校予科、同校本科を経て、1913年、陸軍士官学校25期。1924年、陸軍大学校36期。
歩兵第77連隊中隊長を経て、憲兵練習所へ入学。東京・千葉憲兵隊分隊長などを経て、1931年、憲兵司令部総務部企画課長に。満州事変以後、1934年に関東憲兵隊長（奉天憲兵隊長）に。他に広島・大阪憲兵隊長を歴任し、1938年に中支那派遣憲兵隊司令部員、同憲兵隊付本部長、1940年には憲兵学校長に着任。1942年、北支那派遣憲兵隊司令官、1943年6月、中将昇格後には、かつて東條英機も務めた関東憲兵隊司令官に就任した。以後は、支那派遣軍・北支那方面軍第1軍第114師団長として臨分付近の警備担当、ついで太原警備に。終戦後、中国戦犯容疑者として太原に抑留された。無罪となり1948年6月に復員した。

## 著書
- 『国際陰謀 - 日本のブラック・チェンバー』社会文化研究所、1953年。

## 親族
- 先妻 三浦勝子（藤津準一陸軍少将の二女）[2]